# Quyền thuật
Quyền thuật hay quyền cước, là chỉ các cách sử dụng các bộ phận của cơ thể để tấn công đối phương. Nghĩa rộng hơn là chỉ tập hợp các kỹ thuật chiến đấu, tức các bài quyền, được tập hợp thành hệ thống riêng được truyền dạy hay trình diễn trên sân bãi.

## Phân loại
Dựa vào đặc trưng về bộ pháp, hình pháp, tấn pháp, cách dùng lực mà người ta phân quyền thuật làm 2 mảng chính:
- Cương quyền
- Nhu quyền

## Tôn chỉ võ thuật
Trong so sánh giữa việc thành thục các bài quyền hay ưu tiên rèn luyện công phu, người xưa từng đúc kết: Luyện quyền bất luyện công, đáo lão nhất trường không. Luyện công bất luyện quyền, hậu thế thất nhân truyền (Luyện quyền mà không luyện công thì tới già cũng bằng không. Luyện công mà không luyện quyền thì chẳng có gì để truyền lại cho hậu thế).